# لویی لانسانا بیوگوئی
لویی لانسانا بیوگوئی (انگلیسی: Louis Lansana Beavogui؛ ۲۸ دسامبر ۱۹۲۳ – ۱۹ اوت ۱۹۸۴) سیاست‌مدار اهل گینه بود. وی از ۲۶ آوریل ۱۹۷۲ تا ۳ آوریل ۱۹۸۴ نخست‌وزیر گینه و همچنین از ۲۶ مارس ۱۹۸۴ تا ۳ آوریل ۱۹۸۴ رئیس‌جمهور موقت این کشور بود.
لویی لانسانا بیوگوئی در ۱۹ اوت ۱۹۸۴، در سن ۶۰ سالگی درگذشت.